# Huesca (provins)
Huesca er en provins i den nordøstlige del af Spanien, i den nordlige del af den autonome region Aragonien. Provinshovedstaden er byen Huesca. Provinsen har et areal på 15.626 km² og er dermed blandt de større provinser i Spanien. 
Provinsen ligger lige syd for Pyrenæerne og grænser til Zaragoza og Lérida og regionen Navarra. Dertil grænser den til de franske departementer Pyrénées-Atlantiques og Hautes-Pyrénées.
Provinsen har 202 kommuner. Der bor omkring 228.000 indbyggere i provinsen, omkring en fjerdedel af disse bor i provinshovedstaden. 
Det højeste bjerg i Pyrenæerne, Aneto, ligger i Huesca.